# NGC 3802
NGC 3802 је спирална галаксија у сазвежђу Лав која се налази на NGC листи објеката дубоког неба.
Деклинација објекта је + 17° 45' 55" а ректасцензија 11h 40m 18,7s. Привидна величина (магнитуда) објекта NGC 3802 износи 13,6 а фотографска магнитуда 14,3. NGC 3802 је још познат и под ознакама UGC 6636, MCG 3-30-41, CGCG 97-52, IRAS 11377+1802, PGC 36203.